# Paracamelus
Genre
Espèces de rang inférieur
- † P. agguirrei
- † P. alexejevi
- † P. gigas (espèce type)
- † P. khersonensis

Paracamelus est un genre éteint d’herbivores terrestres de la famille des Camelidae, endémique d’Afrique, d’Europe et d’Asie qui a vécu du Miocène supérieur jusqu’à la fin du Pléistocène inférieur, de −11,63 millions d’années à −0,78 million  d’années, soit pendant environ près de 11 millions d’années.

## Taxonomie
Paracamelus a été nommé par Schlosser en 1903. L'espèce type du genre est Paracamelus gigas. Paracamelus a été assigné aux Camelidae par Carroll en 1988.

## Lieux de distribution des fossiles
Des fossiles de Paracamelus ont été retrouvés d’Espagne au nord, jusqu’au Tchad au sud et d’Afrique du Nord à l’ouest, jusqu’à la province de Shanxi en Chine à l’est.